# Tiến trình phát tán của virus cúm gia cầm

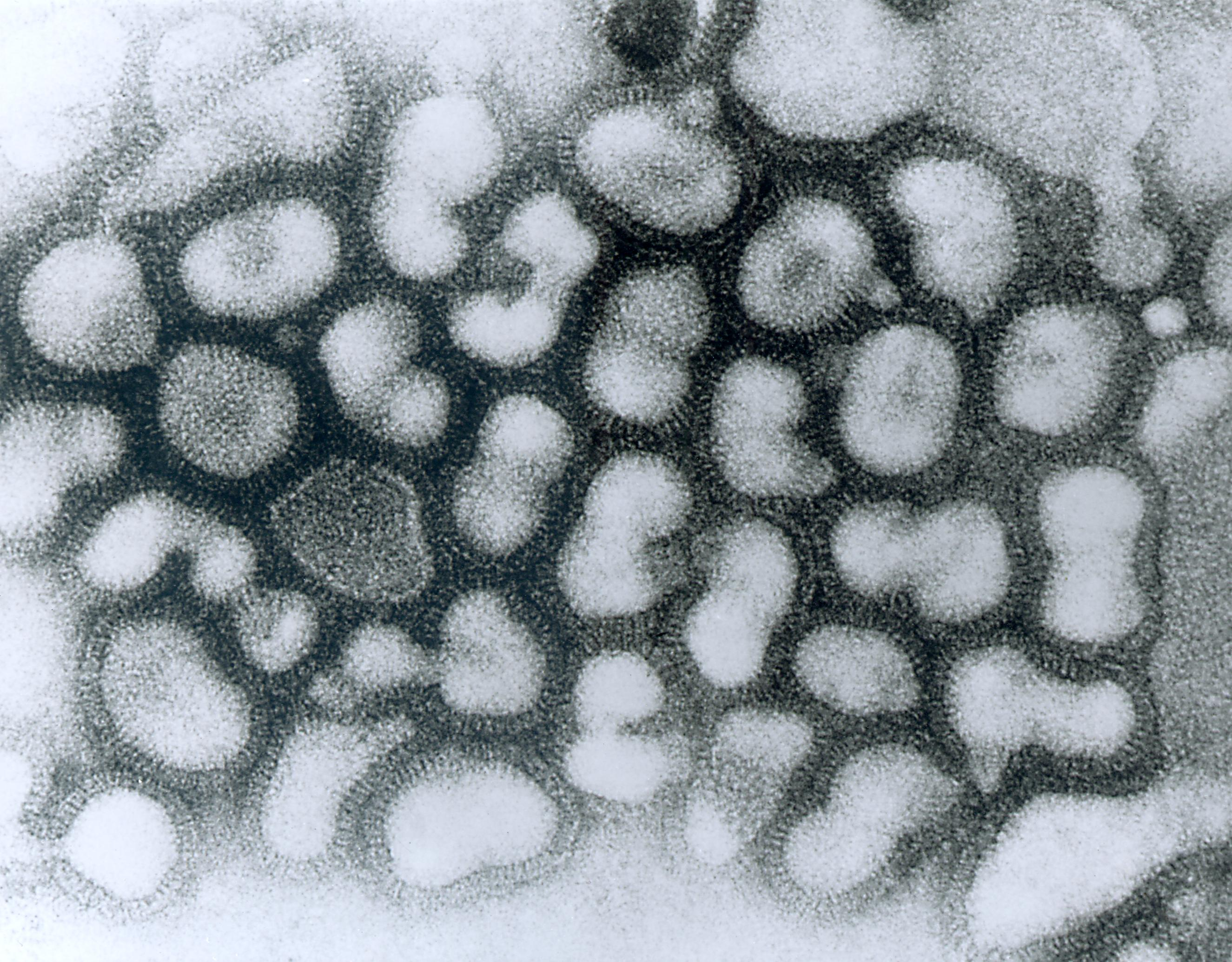
Influenza A virus, loại virus gây bệnh cúm gia cầm. Ảnh chụp những tiểu phần virus được nhuộm âm tính trên kính hiển vi điện từ truyền qua.(Nguồn: Dr. Erskine Palmer, Centers for Disease Control and Prevention Public Health Image Library).

Trong số 15 loài virus cúm gia cầm được biết đến, chỉ có biến thể H5, H7 và H9 là được biết đến với khả năng lây lan qua người từ chim. Người ta lo ngại rằng nếu virus cúm gà trải qua chuyển đổi kháng nguyên với một con virus cúm ở người, thì một loại biến thể mới tạo thành sẽ có khả năng lây lan vừa cao vừa rất nguy hiểm đối với con người. Một biến thể như vậy có thể gây ra một đại dịch toàn cầu, tương tự như cúm Tây Ban Nha mà đã làm chết hơn 20 triệu người trong năm 1918 (mặc dù một số nguồn tin cho rằng thống kê trung bình thậm chí còn có thể cao hơn, lên đến 100 triệu). Có rất nhiều nhà chuyên gia y tế lo ngại rằng một con virus mà đột biến đến mức mà có thể vượt qua được rào cản về loài (ví dụ: từ chim qua người), sẽ rất dễ dàng đột biến đến điểm mà nó có thể lây truyền từ người qua người. Một trận đại dịch sẽ rất có thể sẽ bùng phát vào thời điểm ấy.

## Diễn biến

### Tổng kết thiệt hại về người
| Quốc gia                                                                                    | Quốc gia | Thời điểm thống kê | Thời điểm thống kê | Thời điểm thống kê | Thời điểm thống kê | Thời điểm thống kê | Thời điểm thống kê | Thời điểm thống kê | Thời điểm thống kê | Thời điểm thống kê | Thời điểm thống kê | Thời điểm thống kê |         |
| ------------------------------------------------------------------------------------------- | -------- | ------------------ | ------------------ | ------------------ | ------------------ | ------------------ | ------------------ | ------------------ | ------------------ | ------------------ | ------------------ | ------------------ | ------- |
| Quốc gia                                                                                    | Quốc gia | 2003               | 2004               | 2005               | 2006               | 2007               | 2008               | 2009               | 2010               | 2011               | 2012               | 2013               | Tổng số |
| Ai Cập                                                                                      | nhiễm    | 0                  | 0                  | 0                  | 18                 | 25                 | 8                  | 39                 | 29                 | 39                 | 11                 | 1                  | 170     |
| Ai Cập                                                                                      | tử vong  | 0                  | 0                  | 0                  | 10                 | 9                  | 4                  | 4                  | 13                 | 15                 | 5                  | 1                  | 61      |
| Azerbaijan                                                                                  | nhiễm    | 0                  | 0                  | 0                  | 8                  | 0                  | 0                  | 0                  | 0                  | 0                  | 0                  | 0                  | 8       |
| Azerbaijan                                                                                  | tử vong  | 0                  | 0                  | 0                  | 5                  | 0                  | 0                  | 0                  | 0                  | 0                  | 0                  | 0                  | 5       |
| Bangladesh                                                                                  | nhiễm    | 0                  | 0                  | 0                  | 0                  | 0                  | 1                  | 0                  | 0                  | 2                  | 3                  | 6                  |         |
| Bangladesh                                                                                  | tử vong  | 0                  | 0                  | 0                  | 0                  | 0                  | 0                  | 0                  | 0                  | 0                  | 0                  | 0                  |         |
| Campuchia                                                                                   | nhiễm    | 0                  | 0                  | 4                  | 2                  | 1                  | 1                  | 1                  | 1                  | 8                  | 3                  | 9                  | 30      |
| Campuchia                                                                                   | tử vong  | 0                  | 0                  | 4                  | 2                  | 1                  | 0                  | 0                  | 1                  | 8                  | 3                  | 8                  | 27      |
| Indonesia                                                                                   | nhiễm    | 0                  | 0                  | 20                 | 55                 | 42                 | 24                 | 21                 | 9                  | 12                 | 9                  | 0                  | 192     |
| Indonesia                                                                                   | tử vong  | 0                  | 0                  | 13                 | 45                 | 37                 | 20                 | 19                 | 7                  | 10                 | 9                  | 0                  | 160     |
| Djibouti                                                                                    | nhiễm    | 0                  | 0                  | 0                  | 1                  | 0                  | 0                  | 0                  | 0                  | 0                  | 0                  | 0                  | 1       |
| Djibouti                                                                                    | tử vong  | 0                  | 0                  | 0                  | 0                  | 0                  | 0                  | 0                  | 0                  | 0                  | 0                  | 0                  | 0       |
| Iraq                                                                                        | nhiễm    | 0                  | 0                  | 0                  | 3                  | 0                  | 0                  | 0                  | 0                  | 0                  | 0                  | 0                  | 3       |
| Iraq                                                                                        | tử vong  | 0                  | 0                  | 0                  | 2                  | 0                  | 0                  | 0                  | 0                  | 0                  | 0                  | 0                  | 2       |
| Lào                                                                                         | nhiễm    | 0                  | 0                  | 0                  | 0                  | 2                  | 0                  | 0                  | 0                  | 0                  | 0                  | 0                  | 2       |
| Lào                                                                                         | tử vong  | 0                  | 0                  | 0                  | 0                  | 2                  | 0                  | 0                  | 0                  | 0                  | 0                  | 0                  | 2       |
| Myanmar                                                                                     | nhiễm    | 0                  | 0                  | 0                  | 0                  | 1                  | 0                  | 0                  | 1                  | 0                  | 0                  | 0                  | 1       |
| Myanmar                                                                                     | tử vong  | 0                  | 0                  | 0                  | 0                  | 0                  | 0                  | 0                  | 0                  | 0                  | 0                  | 0                  | 0       |
| Nigeria                                                                                     | nhiễm    | 0                  | 0                  | 0                  | 0                  | 1                  | 0                  | 0                  | 0                  | 0                  | 0                  | 0                  | 1       |
| Nigeria                                                                                     | tử vong  | 0                  | 0                  | 0                  | 0                  | 1                  | 0                  | 0                  | 0                  | 0                  | 0                  | 0                  | 1       |
| Pakistan                                                                                    | nhiễm    | 0                  | 0                  | 0                  | 0                  | 3                  | 0                  | 0                  | 0                  | 0                  | 0                  | 0                  | 3       |
| Pakistan                                                                                    | tử vong  | 0                  | 0                  | 0                  | 0                  | 1                  | 0                  | 0                  | 0                  | 0                  | 0                  | 0                  | 1       |
| Thái Lan                                                                                    | nhiễm    | 0                  | 17                 | 5                  | 3                  | 0                  | 0                  | 0                  | 0                  | 0                  | 0                  | 0                  | 25      |
| Thái Lan                                                                                    | tử vong  | 0                  | 12                 | 2                  | 3                  | 0                  | 0                  | 0                  | 0                  | 0                  | 0                  | 0                  | 17      |
| Thổ Nhĩ Kỳ                                                                                  | nhiễm    | 0                  | 0                  | 0                  | 12                 | 0                  | 0                  | 0                  | 0                  | 0                  | 0                  | 0                  | 12      |
| Thổ Nhĩ Kỳ                                                                                  | tử vong  | 0                  | 0                  | 0                  | 4                  | 0                  | 0                  | 0                  | 0                  | 0                  | 0                  | 0                  | 4       |
| Việt Nam                                                                                    | nhiễm    | 3                  | 29                 | 61                 | 0                  | 8                  | 6                  | 5                  | 7                  | 0                  | 4                  | 2                  | 124     |
| Việt Nam                                                                                    | tử vong  | 3                  | 20                 | 19                 | 0                  | 5                  | 5                  | 5                  | 2                  | 0                  | 2                  | 1                  | 62      |
| Trung Quốc                                                                                  | nhiễm    | 1                  | 0                  | 8                  | 13                 | 5                  | 4                  | 7                  | 2                  | 1                  | 2                  | 2                  | 45      |
| Trung Quốc                                                                                  | tử vong  | 1                  | 0                  | 5                  | 8                  | 3                  | 4                  | 4                  | 1                  | 1                  | 1                  | 2                  | 30      |
| Tổng số                                                                                     | nhiễm    | 4                  | 46                 | 98                 | 115                | 88                 | 44                 | 73                 | 48                 | 62                 | 32                 | 12                 | 622     |
| Tổng số                                                                                     | tử vong  | 4                  | 32                 | 43                 | 79                 | 59                 | 33                 | 32                 | 24                 | 34                 | 20                 | 11                 | 371     |
| Tỉ lệ tử vong: 59.65%                                                                       |          |                    |                    |                    |                    |                    |                    |                    |                    |                    |                    |                    |         |
| Nguồn: Communicable Disease Surveillance & Response (CSR), World Health Organization (WHO). |          |                    |                    |                    |                    |                    |                    |                    |                    |                    |                    |                    |         |

### Việt Nam
Sự bùng phát dịch do chim di cư gây ra trong tháng 1 năm 2005 đã ảnh hưởng tới 33/64 tỉnh thành tại Việt Nam, dẫn đến buộc phải tiêu hủy gần 1,2 triệu con gia cầm. Hơn 140 triệu con gia cầm đã bị chết hoặc bị tiêu hủy do đợt dịch này.
Việt Nam và Thái Lan đã có một vài trường hợp nhiễm bệnh riêng lẻ được khẳng định do virus truyền từ người sang người. Trong một trường hợp, người bệnh đầu tiên, bị nhiễm từ gia cầm, được mẹ của cô chăm sóc sau đó 5 ngày đã chết. Rất nhanh sau đó, người mẹ bị ốm và chết. Tháng 3 năm 2005, người ta phát hiện rằng 2 người y tá đã chăm sóc các bệnh nhân cúm gia cầm có phản ứng xét nghiệm dương tính.
Kể từ 17 tháng 5, đợt bùng phát dịch đã làm tử vong gần 50 người ở châu Á, nhiều nhất là tại Việt Nam. Những quan tâm của các nhà nghiên cứu y tế đó là tỷ lệ tử vong tại Việt Nam đã giảm xuống đáng kể, tử nhiều hơn 65% xuống còn 35% trong một năm. Virus càng trở nên ít độc lực thì nó càng dễ gây ra đại dịch toàn cầu. Chẳng hạn như tỷ lệ tử vong của đại dịch cúm ở Tây Ban Nha năm 1918 chỉ ít hơn 5%. 
Tháng 8, Tổ chức Y tế Thế giới khẳng định có 3 ca nhiễm H5N1 mới ở Việt Nam. Hai trong ba trường hợp này đã tử vong.
Tháng 9, các quan chức Việt Nam thông báo về một trường hợp mới tử vong do nhiễm H5N1, nâng tổng số người Việt Nam tử vong do virus H5N1 từ giữa tháng 9 năm 2004 đến này là 21 người.
Tháng 11, thêm một trường hợp nghi nhiễm H5N1 tại Hà Nội đã được nhập viện. Bệnh nhân là nữ giới, 25 tuổi, đã ăn thịt gà trước hôm có triệu chứng hắt hơi, sổ mũi, khó thở, sốt nhẹ khoảng 5 ngày. Hiện nay, phim chụp phổi cho thấy bệnh nhân bị tràn khí màng phổi hai bên, phổi tổn thương nặng, ở cả hai lá phổi xuất hiện những chấm trắng mờ. Bệnh nhân khó thở nặng, không bị sốt cao (37,2 độ C). Trường hợp này chưa được khẳng định bằng thí nghiệm chẩn đoán H5N1.
Ngày 29 tháng 10, một nam bệnh nhân, 35 tuổi ở Hà Nội đã tử vong sau 3 ngày nằm viện, và đã được Viện Vệ sinh Dịch tễ Trung ương xác định là do nhiễm virus H5N1. Đồng thời, vào thời gian này dịch cúm trên gia cầm lại bắt đầu bùng phát trên cả ba miền (gồm 6 tỉnh Hà Nội, Bắc Giang, Thanh Hoá, Quảng Nam, Bạc Liêu và Đồng Tháp .
Ngày 10 tháng 11, dịch cúm trên gia cầm lan sang thêm tỉnh miền Bắc là Hưng Yên và Hải Dương.

### Đông Nam Á
Chính phủ Indonesia đã khẳng định phát hiện thấy H5N1 trong lợn.
Bộ Y tế Thái Lan đã khẳng định có thêm 1 trường hợp nhiễm H5N1. Đó là 1 cậu bé 7 tuổi từ tỉnh Kanchanaburi. Bất đầu có triệu chứng cúm từ hôm 16 tháng 10 và nhập viện hôm 19 tháng 10. Hiện giờ thể trạng cậu bé đang phục hồi. Cậu là con trai của một trường hợp nhiễm H5N1 đã bị tử vong hôm 19 tháng 10. Đó là 2 trường hợp ở Thái Lan năm nay. Tính từ khi bắt đầu dịch cúm ở châu Á, Thái lan đã có 19 trường hợp nhiễm H5N1 và chết 13 người.
Bộ Y tế Indonesia khẳng định có thêm 2 trường hợp nhiễm H5N1 mới. Trường hợp 1 là cậu bé 4 tuổi ở Đảo Sumatra thuộc tỉnh  Lampung. Triệu chứng cúm được phát hiện từ hôm 4 tháng 10 đã nhập viện, nay đã bình phục hoàn toàn và trở về nhà. Cậu bé này là em của một thanh niên 25 tuổi đã khẳng định nhiễm H5N1 từ hôm 10 tháng 10 cũng sống tại Lampung. Mặc dù 2 trường hợp này đều có quan hệ huyết thống và sinh sống cạnh nhau, tuy nhiên, việc lây truyền H5N1 từ người sang người chưa được khẳng định. Trường hợp 2 là một thanh niên 23 tuôi ở Bogor,Tây Java. Anh ta nhập viện hôm 28 tháng 9 và chết hôm 30 tháng 9. Các nghiên cứu dịch tễ học cho thấy có thể nguyên nhân nhiễm H5N1 của cả hai trường hợp là từ các loài gia cầm nhiễm virus. Tính đến nay,  Indonesia đã có 7 trường hợp nhiễm H5N1 và 4 trong số đó đã tử vong.
1 tháng 11: Bộ Y tế Thái lan đã khẳng định thêm 1 trường hợp nhiễm virus H5N1. Bệnh nhân là một phụ nữ khoảng 50 tuổi ở Bangkok, triệu chứng bắt đầu xuất hiện vào hôm 26 tháng 10, nhập viện hôm 29 tháng 10. Hiện vẫn đang điều trị tại bệnh viện.
Vào ngày 23 tháng 10, bệnh nhân này đã đi thăm chồng tại tỉnh Nonthaburi, phía Bắc Bangkok nơi mà các trang trại gia cầm bắt đầu bị chết do cúm mấy hôm trước. Các bác sĩ không tìm thấy nguồn gây nhiễm virus đã tiếp xúc với bệnh nhân này.
Đây là trường hợp thứ 3 ở Thailand trong vòng 1 tháng qua. Điều này trùng hợp với sự tái bùng phát dịch gia cầm H5 trong 6 tỉnh miền trung Thailand và cho thấy nguy cơ rất cao việc nhiễm virus cúm gia cầm sang người ở những quốc gia đang có dịch gia cầm.
7 tháng 11 Bộ Y tế Indonesia đã khẳng định có thêm 2 trường hợp nhiễm H5N1. Một thiếu nữ 19 tuổi ở Tangerang, gần Jakarta bắt đầu có triệu chứng từ 19 tháng 10, nhập viện hôm 26 và qua đời hôm 28 tháng 10.
Trường hợp thứ 2 là cậu em trai 8 tuổi của thiếu nữ này. Cậu ta đã có triệu chứng nhiễm cúm từ hôm 25 tháng 10, nhưng hiện nay tình trạng sức khỏe đã tốt, hiện vẫn đang nằm viện.
Nghiên cứu dịch tễ nơi cư trú của hai chị em này, người ta đã phát hiện thấy có gà chết và bị bệnh ở vùng này, và người chị đã từng đến nơi trang trại này. Kết quả điều tra vẫn đang được Bộ Nông nghiệp tiếp tục khảo sát.

### Trung Quốc
Tháng 5, có nhiều tin tức từ Trung Quốc cho rằng đã có trường hợp tử vong do H5N1 nhưng chưa được khẳng định bằng xét nghiệm chẩn đoán, trong khi đó virus này đã làm chết hơn 1000 con chim di cư ở nước này.
Đầu tháng 8, một dịch cúm gia cầm H5N1 đã xảy ra ở Tây Tạng. Mông Cổ khi đó ngay lập tức thông báo khẩn cấp sau khi có 89 con chim di cư bị chết ở 2 hồ nước phía bắc nước này.

### Châu Âu 2005
Cả Nga và Kazakhstan đều thông báo về dịch cúm gia cầm ở cuối tháng 7 năm nay, và khẳng định tác nhân là H5N1 vào tháng 8. Dịch bệnh ở hai nước này được cho là do những loài gia cầm đã nhiễm virus từ những con chim cú di cư khi sử dụng chung nguồn nước.
Tháng 10, Hy Lạp trở thành nước EU đầu tiên xuất hiện nhiễm cúm gia cầm, khi Viện nghiên cứu nước này tìm thấy virus từ gà tây, đây là một chủng virus H5 nhưng không kiểm định là có phải H5N1. Đến giữa tháng 10, WHO đã khẳng định virus H5N1 đã có mặt trong mẫu gia cầm của Thổ Nhĩ Kỳ và Rumania.

## Tiến trình phòng chống dịch bệnh

### Việt Nam
Chính phủ Việt Nam đang đề ra kế hoạch khẩn cấp phòng chống đại dịch cúm chiều. Thứ trưởng bộ Y tế Việt Nam Trịnh Quân Huấn thừa nhận dịch cúm gia cầm trên thế giới đang diễn biến rất phức tạp.
Quốc hội đã trao đổi ý kiến về việc phòng chống dịch cúm gia cầm; việc chuẩn bị cơ sở vật chất, sản xuất thuốc Tamiflu dùng để điều trị; tiêm vắc-xin phòng chống cúm cho gia cầm.
Một xã luận trên báo Tuổi Trẻ đã cảnh báo thảm họa cúm gia cầm có thể xảy ra cho Việt Nam nếu chính quyền và giới truyền thông không cung cấp đủ thông tin cho người dân để thay đổi nhận thức về cúm gia cầm của người dân.
Trong báo cáo của World Bank tại Việt Nam, các chuyên gia kinh tế đã đưa ra ba "kịch bản" khác nhau về mức độ thiệt hại của Việt Nam nếu dịch cúm gia cầm xảy ra.
Ngày 9 tháng 11 năm 2005, chính phủ Việt Nam tuyên bố công ty dược phẩm Roche đã cấp giấy phép cho chính phủ Việt Nam sản xuất thuốc Tamiflu, được xem là hữu hiệu nhất trong trường hợp có đại dịch.  Đồng thời, Việt Nam sẽ tiến hành sản xuất vác xin bắt đầu ngày 10 tháng 11.

### Thế giới
Trong Hội nghị Quốc tế về khủng hoảng Cúm gia cầm tại Geneva, ông David Nabarro, điều phối viên Liên Hợp Quốc về cúm gia cầm, yêu cầu những trường hợp gia cầm chết đều phải được xem xét và báo cáo kết quả trong vòng 24 tiếng đồng hồ. Hội nghị tiếp theo sẽ tổ chức tại Bắc Kinh vào tháng 1 để kêu gọi vận động ngân quỹ cho việc phòng cúm.

## Lịch sử

### 1890
Dịch cúm đầu tiên đã được ghi chép lại.

### Tây Ban Nha 1918
Dịch cúm Tây Ban Nha do virus cúm gia cầm H1N1 đã làm chết hơn 40 triệu người. Nguồn gốc của virus này vẫn chưa được xác định, tuy nhiên, nó có thể liên quan đến một số vật chủ trung gian truyền bệnh như lợn hoặc động vật khác.

### Châu Á 1957
Dịch cúm tại châu Á do virus H2N2 đã làm chết 100.000 người.

### Hồng Kông 1968
Dịch cúm ở Hồng Kông đã làm chết 700.000 người do tác nhân là virus H3N2. Cả hai loài virus H2N2 (gây dịch năm 1957) và H3N2 đều được cho rằng đã có sự trao đổi gene giữa virus cúm gia cầm và virus cúm người, điều này làm cho virus có khả năng xâm nhiễm vào người.

### Hồng Kông 1997
Những trường hợp đầu tiên của cúm gà H5N1 được phát hiện là ở Hồng Kông vào ngày 21 tháng 5 năm 1997. Có 4 trong số 16 người bị nhiễm virus này đã chết. Đợt bùng phát này chỉ giới hạn ở Hồng Kông. Tất cả các con gà trong khu vực đã bị tiêu diệt.

### Châu Á 2003
Tháng 2, các cảnh báo về nguy cơ dịch cúm được đưa ra sau khi có 2 trường hợp nhiễm H5N1 ở Hồng Kông, trong đó một bệnh nhân đã tử vong sau đó.
Tháng 9, lần đầu tiên Hàn Quốc xuất hiện dịch cúm gia cầm ở gà do virus H5N1.

### Hà Lan 2003
Dịch cúm gia cầm (do H7N7) đã bùng phát dữ dội tại gần 800 trang trại gia cầm tại Hà Lan và làm tiêu huỷ 11 triệu con gà. Virus này cũng đã xâm nhiễm 83 người qua tiếp xúc trực tiếp và có triệu chứng như bị cúm. Một trường hợp trong số đó đã tử vong.

### Nhật Bản 2004
Tháng 1, Nhật Bản lần đầu tiên có dịch cúm gia cầm (cũng do H5N1) kể từ năm 1925.

### Đông Nam Á 2004
Vào tháng 1 năm 2004, một đợt bùng phát mới của cúm gà H5N1 lan toả vào nền công nghiệp chăn nuôi ở Việt Nam và Thái Lan, và chỉ trong vòng một vài tuần lễ đã lan rộng ra 10 quốc gia trong khu vực ở châu Á, bao gồm Indonesia, Hàn Quốc, Nhật Bản và Trung Quốc. Những cố gắng nỗ lực đã được đưa ra để thiêu huỷ số gà, vịt và ngỗng bị lây nhiễm (hơn 40 triệu con gà tính riêng đã bị thiêu huỷ ở những vùng lây nhiễm cao), và đợt bùng phát đã được ngăn chặn vào tháng 3, mặc dầu số người chết ở cả Việt Nam và Thái Lan lên đến 23 người.
Tháng 2 năm 2004, virus cúm gà được phát hiện ở trong lợn ở Việt Nam, làm tăng nỗi mối lo sợ về sự hình thành những biến thể mới.
Các đợt bùng phát cúm gà mới đã được nhìn nhận tại các tỉnh Ayutthaya và Pathumthani của Thái Lan, cũng như tại thành phố Sào Hồ của Trung Quốc vào tháng 7 năm 2004.
Tháng 8 năm 2004, người ta xác nhận sự xuất hiện cúm gia cầm tại Kampung Pasir, Kelantan, Malaysia. Hai trường hợp gà mang virus H5N1 đã được phát hiện. Ngay sau đó, Singapore đã thông báo cấm nhập khẩu các sản phẩm từ gà và gia cầm có nguồn gốc từ Malaysia. Tiếp đến, Liên minh châu Âu có quyết định tương tự. Chính phủ Malaysia đã phải ra lệnh hủy toàn bộ số gia cầm trong phạm vi bán kính 10 km điểm bùng phát dịch.
Tháng 6, các thử nghiệm trên gà và chuột cho thấy virus H5N1 được phân lập từ những con vịt nhiễm năm 2004 đã tăng cường độc tính và xâm nhiễm đối với động vật có vú so với những chủng virus trước kia.

### Bắc Mỹ 2004
Tại Bắc Mỹ, sự xuất hiện của virus cúm gà chủng H7N3 đã được nhận thấy tại vài nông trại tại British Columbia vào tháng 2 năm 2004. Đến tháng 4 cùng năm, 18 nông trại đã bị cô lập để ngăn chặn sự lan tràn. Hai trường hợp cúm gia cầm lây sang người đã được công nhận tại vùng này.

### Kế hoạch chuẩn bị đại dịch
- Emergency Preparedness List Lưu trữ ngày 17 tháng 12 năm 2005 tại Wayback Machine
- Letter to raise public awareness, describing what to do now and when a pandemic occurs. Lưu trữ ngày 20 tháng 10 năm 2005 tại Wayback Machine
- Prepare Your Family For Bird Flu Lưu trữ ngày 10 tháng 12 năm 2005 tại Wayback Machine
- Avian Flu Preparedness Guide - from The Center for Technology and National Security Policy Lưu trữ ngày 19 tháng 2 năm 2006 tại Wayback Machine

### Tiếng Việt
- Tư liệu về bệnh cúm gia cầm trên BBC
- Chủ đề Dịch cúm gia cầm trên VnExpress
- Hồ sơ Dịch cúm gà trên Vietnamnet
- Sự kiện Cúm gia cầm Lưu trữ ngày 25 tháng 11 năm 2005 tại Wayback Machine trên Dân trí
- Hỏi đáp về bệnh cúm A tài liệu của Bộ Y tế trên VLoS